# Кент, Райан
Райан Кент (англ. Ryan Kent; род. 11 ноября 1996, Олдем, Северо-Западная Англия) — английский футболист, выступающий на позиции левого вингера.
Выпускник академии Ливерпуля. Райан начал свою профессиональную карьеру в 2015 году, отправившись в аренду в команду «Ковентри Сити» из Лиги 1, а потом в команду Чемпионшипа «Барнсли», выиграв в последней звание Лучшего молодого игрока команды. В 2017 году отправился в очередную аренду в Бундеслигу, присоединившись к «Фрайбургу». На следующий год был арендован клубом «Бристоль Сити», а после подписал годовой контракт аренды в «Рейнджерс», который и приобрел футболиста.
Также выступал за сборные Англии до 18 и до 20 лет.

## Клубная карьера

### Ранние годы в «Ливерпуле»

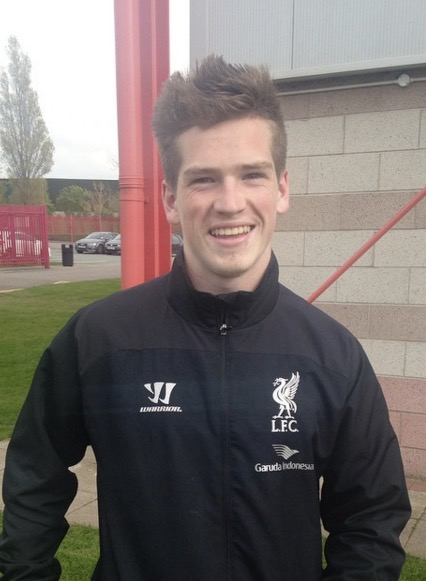
Райан Кент во времена выступлений за Ливерпуль (до 18 лет)

Кент родился в городе Олдем. Присоединился к системе «Ливерпуля» в возрасте 7 лет и прогрессировал в его академии, став постоянным членом молодежной команды до 21 года. После окончания сезона 2014/15 за резервную команду, Кенту в марте 2015 года предложили контракт сроком на 4 с половиной года. За этим последовал вызов в состав первой команды в предсезонный тур в 2015 году, Кент был включен в список из 30 имен в турне по следующим странам: Таиланд, Малайзия и Австралия. 
17 июля 2015 года Райан Кент дебютировал в первой команде, попав в заявку «Ливерпуля» на товарищескую игру против команды австралийской А-Лиги «Брисбен Роар», где Райан вышел на замену на 62-й минуте матча.

### Аренда в «Ковентри Сити»
«Ливерпуль» получил ряд предложений об аренде Кента после его игр в предсезонных матчах. В конечном счёте Кент присоединился к «Ковентри Сити» в сентябре 2015 года на правах четырёхмесячной аренды до 16 января 2016 года. Райан дебютировал в профессиональном футболе 12 сентября 2015 года за «Ковентри Сити» в проигранном матче Английской Лиги один со счетом 0:1, выйдя на замену в игре против клуба «Сканторп Юнайтед». 3 ноября Кент отличился в победном матче со счетом 4:3 против «Барнсли». На следующий день было объявлено о том, что Райан может быть отозван Ливерпулем во время перерыва на международные игры, для оценки его игры новым главным тренером «Ливерпуля» Юргеном Клоппом.
5 января 2016 года был отозван «Ливерпулем» и включён в стартовый состав первой команду на выездную игру кубка Англии против «Эксетер Сити», в котором отыграл 57 минут и был заменён. Его дебютный матч за основной состав «Ливерпуля» завершился со счетом 2:2.

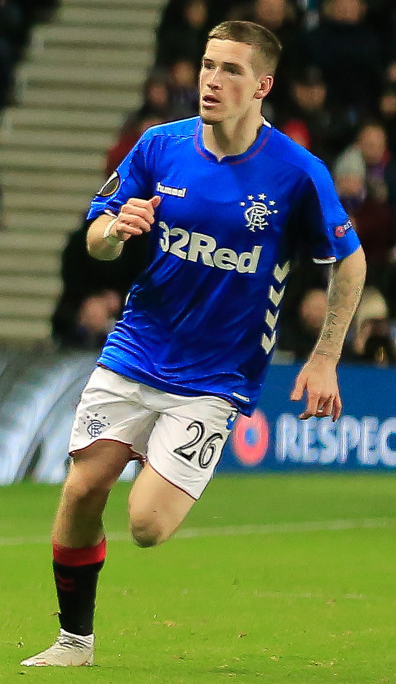
Раян Кент во время матча за Рейнджерс в 2018 году

### Аренда в «Барнсли»
26 июля 2016 года, Кент отправился в сезонную аренду в «Барнсли». Свой первый гол забил в матче против «Ротерем Юнайтед», который завершился разгромным счетом 4:0. По окончании сезона Райан Кент был назван лучшим молодым игроком команды.

### Аренда во «Фрайбург»
10 августа 2017 года после хорошей предсезонной игры, Кент подписал новый долгосрочный контракт с «Ливерпулем», и в последний день трансферного окна был отдан в аренду во «Фрайбург» до конца сезона. После шести выступлений, Райан прекратил аренду во «Фрайбурге» и в январе вернулся в родной клуб.

### Аренда в «Бристоль Сити»
12 января 2018 года команда из Чемпионшипа «Бристоль Сити» взяла в аренду Райана до конца сезона. Его пребывание в «Бристоле» не увенчалось успехом, так как он сыграл всего 10 игр в лиге, ни в одной из которых не забил гол. Позже сообщалось, что «Ливерпуль» оштрафует «Бристоль Сити» на 300 000 фунтов из-за нехватки игрового времени у Кента.

### Аренда в «Рейнджерс»
22 июля 2018 года Кент перешел на правах годичной аренду в шотландский «Рейнджерс».
Он дебютировал 26 июля 2018 года Лиге Европы, победив 0:1 против «Осиек». Дебют в Шотландской профессиональной футбольной лиге состоялся 5 августа 2018 года, где команда Райана сыграла вничью 1:1 против «Абердина». Его первый гол за клуб был забит 15 сентября 2018 года в матче с «Данди», матч же завершился со счетом 4:0.
31 марта 2019 года Кент забил гол в «дерби Старой Фирмы» против «Селтика», но «Рейнджерс» всё равно проиграли 2:1. Во время матча Кент подрался с капитаном «Селтика» Скоттом Брауном — Райан ударил последнего по лицу. Кент был обвинен Шотландской футбольной ассоциацией в нарушении правил. Он получил запрет на игру в двух матчах после проигрыша апелляции. 
По итогу провёл 43 матча во всех соревнованиях, забив шесть голов и сделав девять результативных передач за клуб. 7 апреля Кент выиграл награду «Молодой игрок года» в сезоне 2018/19. 5 мая 2019 года Кент стал лучшим молодым игроком года по версии ПФА Шотландии сезона 2018/19. Он также был внесён в команду года Шотландии по версии ПФА.
Кент вернулся в «Ливерпуль» на предсезонные игры 2019/20 с менеджером Юргеном Клоппом, который хотел оценить развитие Кента, а менеджер «Рейнджерс» — Стивен Джеррард — посоветовал, чтобы Кент повторно подписал контракт аренды с «Рейнджерс». Кент также был предметом интереса со стороны «Лидс Юнайтед», а главный тренер «Лидс» Марсело Бьелса также лично желал увидеть Кента в предсезонном товарищеском матче «Ливерпуля» против «Брэдфорд Сити». Кент участвовал в предсезонных товарищеских матчах с участием «Брэдфорд Сити», «Боруссии Дортмунд», «Спортинга» и «Севильи». Клопп хвалил Кента после его выступления против «Севильи», сказав: «У Райана были сенсационные моменты в игре с „Севильей“ — выходы один на один — его сильная сторона. Он замечательный воспитанник, замечательный игрок».

### «Рейнджерс»
3 сентября 2019 года Кент подписал с «Рейнджерс» четырехлетний контракт на постоянной основе. «Рейнджерс» заплатили «Ливерпулю» первоначальную трансферную выплату в размере 6,5 млн фунтов стерлингов с возможностью доплаты различными бонусам до одного миллиона фунтов.

### «Фенербахче»
1 июля 2023 года в качестве свободного агента перешел в «Фенербахче» и подписал с ними четырехлетний контракт.

## Карьера в сборной
В сборной Англии до 18 лет, Райан забил два гола в двух матчах. 27 августа 2015 года Кент получил вызов в молодежную сборную до 20 лет, где провёл шесть матчей и забил один гол.

## Достижения
«Рейнджерс»
- Чемпион Шотландии: 2020/21
- Обладатель Кубка Шотландии: 2021/22
- Обладатель Кубка Шотландской лиги: 2022/23

## Статистика
| Выступление      | Выступление      | Выступление      | Лига | Лига | Кубок | Кубок | Кубок лиги | Кубок лиги | Еврокубок | Еврокубок | Итого | Итого |
| Клуб             | Лига             | Сезон            | Игры | Голы | Игры  | Голы  | Игры       | Голы       | Игры      | Голы      | Игры  | Голы  |
| ---------------- | ---------------- | ---------------- | ---- | ---- | ----- | ----- | ---------- | ---------- | --------- | --------- | ----- | ----- |
| Ливерпуль        | Премьер-лига     | 2015/16          | —    | —    | 1     | 0     | —          | —          | —         | —         | 1     | 0     |
| Ливерпуль        | Итого            | Итого            | —    | —    | 1     | 0     | —          | —          | —         | —         | 1     | 0     |
| → Ковентри Сити  | Лига 1           | 2015/16          | 17   | 1    | —     | —     | —          | —          | —         | —         | 17    | 1     |
| → Ковентри Сити  | Итого            | Итого            | 17   | 1    | —     | —     | —          | —          | —         | —         | 17    | 1     |
| → Барнсли        | Чемпионшип       | 2016/17          | 44   | 3    | 2     | 0     | 1          | 0          | —         | —         | 47    | 3     |
| → Барнсли        | Итого            | Итого            | 44   | 3    | 2     | 0     | 1          | 0          | —         | —         | 47    | 3     |
| → Фрайбург       | Бундеслига       | 2017/18          | 6    | 0    | 0     | 0     | —          | —          | —         | —         | 6     | 0     |
| → Фрайбург       | Итого            | Итого            | 6    | 0    | 0     | 0     | —          | —          | —         | —         | 6     | 0     |
| → Бристоль Сити  | Чемпионшип       | 2017/18          | 10   | 0    | —     | —     | 1          | 0          | —         | —         | 11    | 0     |
| → Бристоль Сити  | Итого            | Итого            | 10   | 0    | —     | —     | 1          | 0          | —         | —         | 11    | 0     |
| Рейнджерс        | Премьершип       | → 2018/19        | 27   | 6    | 2     | 0     | 2          | 0          | 9         | 0         | 40    | 6     |
| Рейнджерс        | Премьершип       | 2019/20          | 21   | 7    | 2     | 0     | 2          | 0          | 8         | 1         | 33    | 8     |
| Рейнджерс        | Премьершип       | 2020/21          | 37   | 10   | 2     | 0     | 1          | 0          | 12        | 3         | 52    | 13    |
| Рейнджерс        | Премьершип       | 2021/22          | 26   | 2    | 3     | 0     | 1          | 0          | 16        | 1         | 46    | 3     |
| Рейнджерс        | Премьершип       | 2022/23          | 29   | 3    | 4     | 0     | 2          | 0          | 9         | 0         | 44    | 3     |
| Рейнджерс        | Итого            | Итого            | 140  | 28   | 13    | 0     | 8          | 0          | 54        | 5         | 215   | 33    |
| Фенербахче       | Суперлига        | 2023/24          | —    | —    | —     | —     | —          | —          | —         | —         | 0     | 0     |
| Фенербахче       | Итого            | Итого            | —    | —    | —     | —     | —          | —          | —         | —         | 0     | 0     |
| Всего за карьеру | Всего за карьеру | Всего за карьеру | 217  | 32   | 16    | 0     | 10         | 0          | 54        | 5         | 297   | 37    |

1. ↑  Кубок Англии и Кубок Шотландии
2. ↑  Кубок Английской футбольной лиги и Кубок шотландской лиги
3. ↑  Лига Европы УЕФА и Лига чемпионов УЕФА